# Brain Research
Brain Research è una rivista scientifica sottoposta a revisione paritaria, che si . pubblica ricerche e articoli di revisione nel campo delle scienze neurologiche. Il caporedattore è Matthew J. LaVoie (Università della Florida).
Fino al 2011, gli articoli di revisione completi venivano pubblicate su Brain Research Reviews, che in seguito è stato integrato come sezione principale della presente rivista, anche se con una numerazione dei volumi indipendente. Nel 2006, sono state fuse con Brain Research altre quattro sezioni della rivista che prima di allora erano semi-indipendenti (Cognitive Brain Research, Developmental Brain Research, Molecular Brain Research e Brain Research Protocols).
La rivista ha nove sottosezioni principali:
- Cellular and Molecular Systems (Sistemi cellulari e molecolari);
- Nervous System Development, Regeneration and Aging (Sviluppo, rigenerazione e invecchiamento del sistema nervoso);
- Neurophysiology, Neuropharmacology and other forms of Intercellular Communication (Neurofisiologia, neurofarmacologia e altre forme di comunicazione intercellulare);
- Structural Organization of the Brain (Organizzazione strutturale del cervello);
- Sensory and Motor Systems (Sistemi sensoriali e motori);
- Regulatory Systems (Sistemi regolatori);
- Cognitive and Behavioral Neuroscience (Neuroscienze cognitive e comportamentali);
- Disease-Related Neuroscience (Neuroscienze correlate alle malattie);
- Computational and Theoretical Neuroscience (Neuroscienze computazionali e teoriche).

Secondo il Journal Citation Reports, il fattore di impatto della rivista nel 2020 è stato pari a 3,252. Al 2025 l'indice H è stato pari a 255.

## Indicizzazione
Gli abstract e gli articoli della rivista sono indicizzati da:
- BIOSIS
- Chemical Abstracts
- Current Contents/Life Sciences
- EMBASE
- Elsevier BIOBASE
- MEDLINE
- PASCAL
- PsycINFO
- Scopus.